# Zehnkampf-Länderkampf der Männer 1964 Schweiz – BR Deutschland A – BR Deutschland B
| 2. Leichtathletik-Länderkampf mit bundesdeutscher Beteiligung 1964            | 2. Leichtathletik-Länderkampf mit bundesdeutscher Beteiligung 1964 |
| ----------------------------------------------------------------------------- | ------------------------------------------------------------------ |
|                                                                               |                                                                    |
| Zehnkampf-Vergleich der Männer: Schweiz – BR Deutschland A – BR Deutschland B |                                                                    |
| Austragungsort                                                                | Liestal                                                            |
| Wettbewerbe                                                                   | 1                                                                  |
| Datum                                                                         | 6./7. Juni 1964                                                    |
| 1. FRG A 2. FRG B 3. SUI                                                      | 35 Punkte 30 Punkte 14 Punkte                                      |
| Chronik                                                                       |                                                                    |
| ← SUI-FRG-NLD Straßenlauf (M)                                                 | FRG-SWE Geher (M) →                                                |

Der zweite Vergleich des Länderkampfjahres 1964 fand wie auch die erste Begegnung in der Schweiz statt. Es war das vierte Aufeinandertreffen in der Disziplin Zehnkampf zwischen der Bundesrepublik Deutschland und der Schweiz, es wurde am 6./7. Juni in Liestal ausgetragen. Die ersten drei Zehnkampf-Begegnungen hatte die Bundesrepublik Deutschland jeweils für sich entschieden. In Liestal trat die später bei den Spielen in Tokio mit Gold und Bronze erfolgreiche bundesdeutsche Mannschaft mit einem A- und einem B-Team an.

## Wettbewerbe und Modus
Jede Nation konnte mit maximal fünf Zehnkämpfern antreten, von denen die vier Besten in die Wertung kamen. Das Team Deutschland B entsendete nur vier Teilnehmern, die somit alle gewertet wurden. Die Punkte wurden nach folgendem Schema verteilt: 1. Platz: 13 Punkte / 2. Pl.: 11 P. / 3. Pl.: 10 P. / 4. Pl.: 9 P. / …

## Ergebnis
Der Schweizer Zehnkämpfer Werner Duttweiler belegte hinter je zwei Vertretern der beiden bundesdeutschen Mannschaften Rang fünf. Ansonsten konnte sich kein weiterer Schweizer Teilnehmer vor einem gewerteten bundesdeutschen Athleten platzieren. Damit gewann Deutschland A mit 35 Punkten vor Deutschland B (dreißig Punkte). Die Schweiz belegte mit vierzehn Punkten den dritten Platz.
Der Sieger dieses Zehnkampfs Manfred Bock stellte mit 8326 Punkten – nach heutiger Wertung: 7836 Punkte – einen neuen deutschen Rekord auf.
Die bundesdeutschen Mannschaften traten mit sehr leistungsstarken Athleten an. Mit dabei waren unter anderem:
- Willi Holdorf (Deutschland A) – im selben Jahr Olympiasieger in Tokio
- Werner von Moltke (Deutschland A) – Vizeeuropameister 1962 in Belgrad / Europameister 1966 in Budapest
- Hans-Joachim Walde (Deutschland A) – im selben Jahr Olympiadritter in Tokio / Olympiazweiter 1968 in Mexiko-Stadt
- Horst Beyer (Deutschland B) – im selben Jahr Olympiasechster in Tokio / EM-Dritter 1966 in Budapest
- Jörg Mattheis (Deutschland B) – Vizeeuropameister 1966 in Budapest

## Legende
Kurze Übersicht zur Bedeutung der Symbolik – so üblicherweise auch in sonstigen Veröffentlichungen verwendet:
| DNF | nicht im Ziel (did not finish) |
| NMH | keine Höhe (No Mark)           |
| DR  | Deutscher Rekord               |

### Zehnkampf
| Platz | Name                 | Nation | Punkte  | 100 m  | Weit- sprung | Kugel- stoßen               | Hoch- sprung                | 400 m                       | 110 m Hürden                | Diskus- wurf                | Stabhoch- sprung            | Speer- wurf                     | 1500 m                          |
| ----- | -------------------- | ------ | ------- | ------ | ------------ | --------------------------- | --------------------------- | --------------------------- | --------------------------- | --------------------------- | --------------------------- | ------------------------------- | ------------------------------- |
| 01    | Manfred Bock         | FRG A  | 8326 DR | 11,0 s | 6,86 m       | 14,38 m                     | 1,90 m                      | 49,6 s                      | 14,4 s                      | 42,65 m                     | 4,20 m                      | 70,63 m                         | 4:26,2 min                      |
| 02    | Willi Holdorf        | FRG A  | 7779000 | 10,6 s | 7,20 m       | 13,90 m                     | 1,78 m                      | 48,7 s                      | 14,7 s                      | 44,67 m                     | 4,10 m                      | 54,58 m                         | 4:47,3 min                      |
| 03    | Wolfgang Heise       | FRG B  | 7183000 | 11,1 s | 6,93 m       | 14,15 m                     | 1,68 m                      | 49,2 s                      | 15,2 s                      | 39,84 m                     | 3,60 m                      | 63,17 m                         | 4:33,4 min                      |
| 04    | Jörg Mattheis        | FRG B  | 6972000 | 11,2 s | 6,81 m       | 13,10 m                     | 1,92 m                      | 50,3 s                      | 16,2 s                      | 42,33 m                     | 3,70 m                      | 54,02 m                         | 4:27,9 min                      |
| 05    | Werner Duttweiler    | SUI    | 6840000 | 11,4 s | 7,10 m       | 13,01 m                     | 1,87 m                      | 50,6 s                      | 15,8 s                      | 36,25 m                     | 4,30 m                      | 47,85 m                         | 4:46,5 min                      |
| 06    | Jürgen Schöps        | FRG A  | 6781000 | 11,0 s | 7,16 m       | 14,45 m                     | 1,75 m                      | 50,6 s                      | 15,6 s                      | 40,47 m                     | 3,60 m                      | 48,03 m                         | 4:48,4 min                      |
| 07    | Horst Beyer          | FRG B  | 6764000 | 11,2 s | 6,99 m       | 13,62 m                     | 1,93 m                      | 50,7 s                      | 14,7 s                      | 42,98 m                     | NMH                         | 50,63 m                         | 4:27,3 min                      |
| 08    | Manfred Pflugbeil    | FRG B  | 6656000 | 11,4 s | 6,83 m       | 14,09 m                     | 1,80 m                      | 50,4 s                      | 15,5 s                      | 41,42 m                     | 3,30 m                      | 50,69 m                         | 4:35,8 min                      |
| 09    | Werner von Moltke    | FRG A  | 6629000 | 10,8 s | 6,44 m       | 16,18 m                     | 1,70 m                      | 51,4 s                      | 17,1 s                      | 49,55 m                     | 3,60 m                      | 58,96 m                         | DNF                             |
| 10    | Roland Sedleger      | SUI    | 6368000 | 11,1 s | 7,05 m       | 10,89 m                     | 1,77 m                      | 50,2 s                      | 16,0 s                      | 35,36 m                     | 3,60 m                      | 48,05 m                         | 4:30,8 min                      |
| 11    | Edgar Schurtenberger | SUI    | 6103000 | 11,3 s | 6,61 m       | 11,57 m                     | 1,65 m                      | 49,6 s                      | 15,5 s                      | 36,12 m                     | 3,20 m                      | 45,36 m                         | 4:26,2 min                      |
| 12    | Daniel Riedo         | SUI    | 5732000 | 11,6 s | 6,41 m       | 11,85 m                     | 1,70 m                      | 51,5 s                      | 15,4 s                      | 38,13 m                     | 3,00 m                      | 40,63 m                         | 4:34,5 min                      |
| DNF   | Guido Ciceri         | SUI    |         | 11,5 s | 6,53 m       | 12,39 m                     | 1,77 m                      | 50,3 s                      | 16,6 s                      | 39,60 m                     | 3,60 m                      | Aufgabe nach dem Stabhochsprung | Aufgabe nach dem Stabhochsprung |
| DNF   | Hans-Joachim Walde   | FRG A  |         | 11,0 s | 6,66 m       | Aufgabe nach dem Weitsprung | Aufgabe nach dem Weitsprung | Aufgabe nach dem Weitsprung | Aufgabe nach dem Weitsprung | Aufgabe nach dem Weitsprung | Aufgabe nach dem Weitsprung | Aufgabe nach dem Weitsprung     | Aufgabe nach dem Weitsprung     |

## Einzelnachweis
1. ↑  Die Entwicklung der Deutschen Leichtathletik-Rekorde seit 1910, leichtathletik.de (PDF; 311K B), abgerufen am 05. Dezember 2024